# Photoisomérisation
La photoisomérisation est un processus photochimique induisant l’isomérisation de molécules. Cette isomérisation peut avoir lieu par rotation de liaison (trans-cis), réarrangement squelettique ou transfert d’atomes ou de groupes. 

## Exemples
Les deux principaux mécanismes de phtoisomérisation sont la conversion trans-cis (ou 'E-'Z) et la transition ouverture-fermeture de cycles. 
La figure suivante montre ces deux mécanismes. 

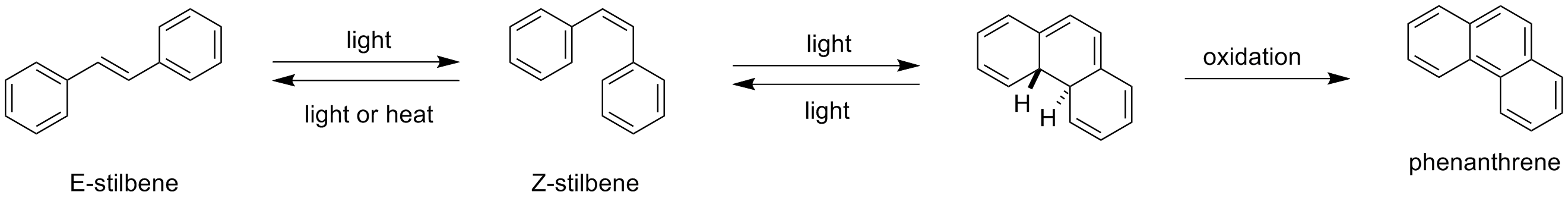
Photoisomérisation du stilbène. Première étape : conversion trans-cis. Seconde étape : fermeture-ouverture de cycle

Des exemples de conversion trans-cis incluent le rétinal, l'azobenzène et la resvératrol. 

## Utilisations
Dans l’œil, c'est la photoisomérisation du rétinal qui permet la vision. 
Les molécules photoisomérisables sont déjà utilisées dans les pigments pour les CD-RW, les DVD et le stockage optique 3-D. 
La photoisomérisation est aussi utilisée pour réaliser des appareils moléculaires tels que les interrupteurs moléculaires, les moteurs moléculaires et l'électronique moléculaire.
La chimie supramoléculaire et les procédés sol-gel peuvent aussi utiliser la phoisomérisation. 